# St. Francisville (Illinois)
St. Francisville è un comune degli Stati Uniti d'America, situato nello Stato dell'Illinois, nella contea di Lawrence.